# ایمی ترنر
ایمی ترنر (انگلیسی: Amy Turner؛ زادهٔ ۲۵ مارس ۱۹۸۴) بازیکن راگبی ۷ نفره اهل استرالیا است.
وی در مسابقات کشوری و بین‌المللی در مجموع برندهٔ ۱ مدال طلا شده‌است.